# Manamba Kanté
Pour les articles homonymes, voir Kanté.

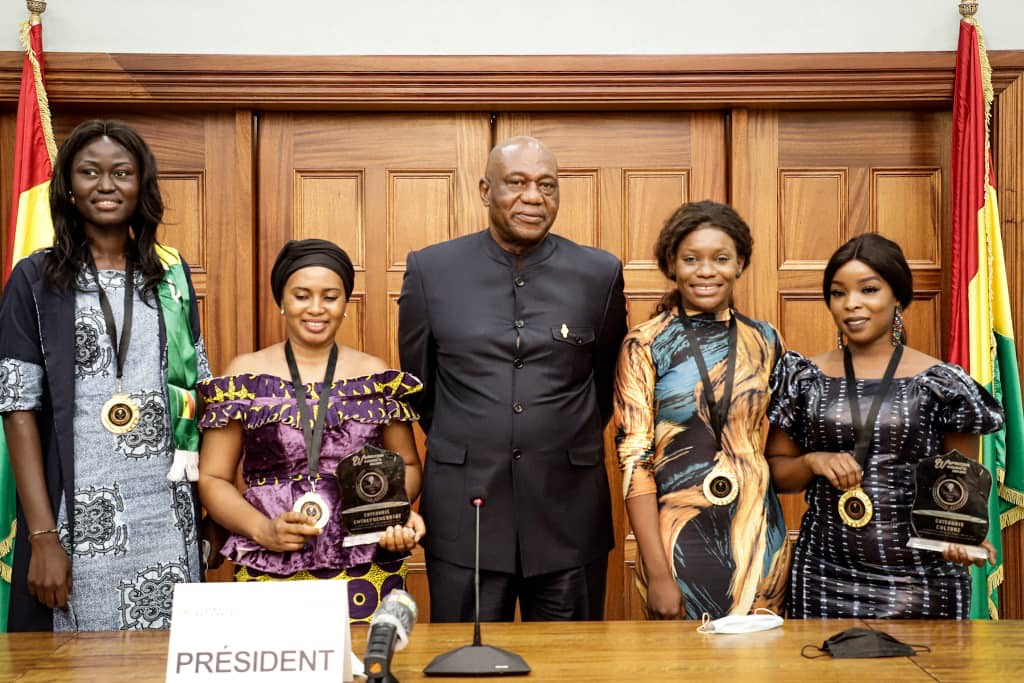
Manamba Kanté, Amadou Damaro Camara

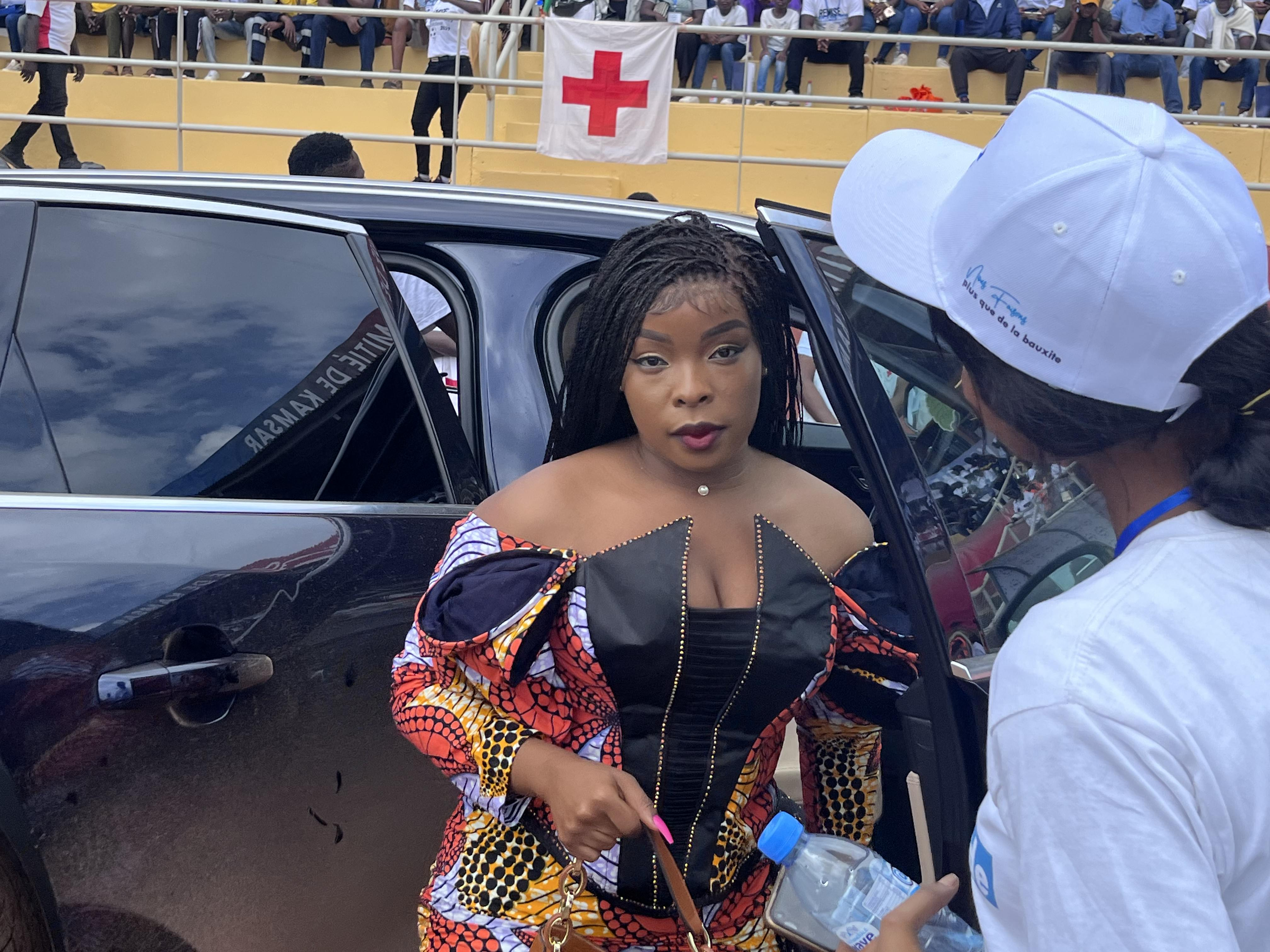
Manamba Kanté au stade de l'amitié de Kamsar en septembre 2022

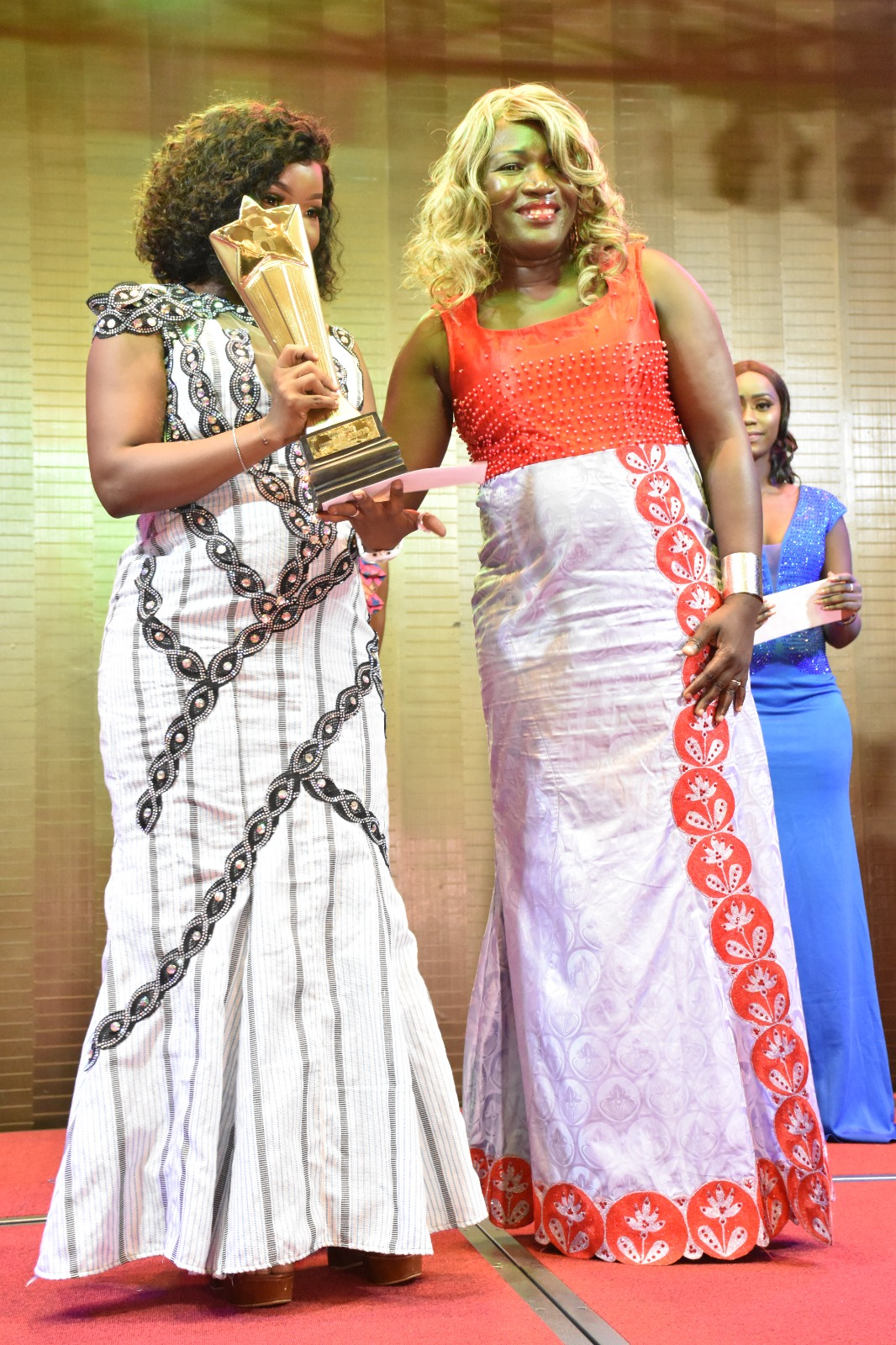
Manamba Kanté et Sayon Bamba

Manamba Kanté, née le 11 juin 1996 à Conakry (Guinée) est une griotte, conteuse, compositrice, interprète et chanteuse guinéenne.

## Biographie
Manamba Kanté naît le 11 juin 1996 dans la capitale guinéenne, Conakry. Onzième d'une fratrie de quatorze enfants, elle est la fille du célèbre chanteur et musicien guinéen Mory Kanté et de la griotte Nalla Camara,,. Elle étudie à l'Université Gamal-Abdel-Nasser de Conakry, où elle obtient un diplôme de droit des affaires.  

## Carrière musicale
Étant issue d'une famille d'artistes, Manamba Kanté commence à chanter très tôt, dès l'âge de 12 ans, en compagnie d’autres musiciens sur les scènes conakrykas. Elle se fait connaître du grand public en 2012 lorsqu'elle participe à l'émission Toumboui,.
En juillet 2015, elle remporte le concours de chant « Africa stop Ebola », organisé au Palais du peuple de Conakry et empoche la somme de 4 000 €,.
Lors d'un concert dédicace organisé dans la salle des congrès du Palais du peuple de Conakry le 26 avril 2019, elle révèle son premier album, intitulé Nany Baly (qui signifie « quelqu’un qu’on n’insulte pas »).  Ce premier album contient 13 chansons. Après la sortie de l'album, elle part avec son époux Soul Bang's, pour une tournée européenne baptisée Yelenna et Nany Baly Tour. Ils se produisent ainsi le 5 octobre 2019 à Montpellier, le 12 octobre 2019 à Lille et le 9 novembre 2019 à Paris.
Le 21 juin 2022, elle révèle sa reprise du tube Bhouloun Djouri de la chanteuse Binta Laly Sow, dans laquelle elle chante entièrement en langue poular. Sa reprise rencontre un grand succès et est vue près de 550 000 fois durant la semaine qui suit sa sortie.
Le 2 juin 2023, elle rend hommage à son père (mort le 20 mai 2020) en révélant une adaptation de sa chanson Badouba Den. Quelques jours plus tard, le 9 juin 2023, elle sort une nouvelle chanson, intitulée Madame Tranquille. À travers les paroles de cette chanson, elle s'adresse à ses détracteurs et leur fait comprendre qu'elle ne se laissera pas affectée par leurs opinions négatives. Quelques mois plus tard, elle sort la chanson Kè Douma Suma.

### Polémique
À la sortie de la reprise de Bhouloun Djouri, Binta Laly déclare ne pas avoir été consultée et les internautes s'enflamment sur les réseaux sociaux, critiquant Manamba Kanté,. Après une réunion, les deux artistes taisent les polémiques,,.

## Discographie

### Collaborations
- 2022 : Le couple c'est nous feat Soul Bang's
- 2022 : Bhouloundjouri[17]
- 2022 : 224 Syli feat Petit Kandia
- 2021 : Yéké Yéké feat DJ Youcef, Soul Bang's[18]
- 2021 : Hors de la zone de couverture[19]
- 2021 : Woussai Woussai
- 2020 : Le cri du silence feat Coumba Gawlo Seck, Alif Naaba, Serge Beynaud, Zeynab Habib, Mounira Mitchala, Fatoumata Diawara, Sidiki Diabaté, Daphnée, Binta Torodo et Mouna Mint Dendeni

## Prix et reconnaissance
- 2015 : Gagnante du concours Africa Stop Ebola[6].
- 2021 : Lauréate du prix African womens Awards dans la catégorie culture[20]

- 2020 : Classée parmi les dix finalistes du prix découvertes RFI 2020[21].

## Vie privée
Manamba Kanté est l'épouse de Soul Bang's depuis mai 2016,. Elle a 3 enfants : Idrissa Bangoura, Nalla Bangoura et Morlaye Bangoura,.